# Институт международного права
Институт международного права (ИМП) (фр. Institut de Droit International, IDI) — одна из первых организаций в мире, определившая принципы международного права, создала его кодификацию и предложила пути решения международных проблем. Лауреат Нобелевской премии мира за 1904 год.

## Основание
С инициативой создания Института международного права выступил Густав Ролен-Жакмэн, бельгийский юрист и редактор «Revue de Droit International et de Législation Comparée» («Журнал международного права и сравнительного законодательства»). В период после Франко-прусской войны (1870—1871) он вступил в переписку с некоторыми другими юристами, которые также искали способы организации коллективной научной деятельности, направленной на развитие международного права. Ролен-Жакмэн составил записку с предложениями по созданию Института и 10 марта 1873 г. направил её двадцати двум наиболее известным специалистам в области международного права различных стран Европы и Америки.
8 сентября 1873 года в здании городской ратуши Гента открылась учредительная конференция Института, в работе которой помимо Ролен-Жакмэна участвовали 10 известных юристов. Участниками конференции были Тобиас Ассер (Нидерланды), Владимир Безобразов (Россия), К. Блюнчли (Германия), Карлос Кальво (Аргентина), Дэвид Дадли Филд (США), Эмиль де Лавелэ (Бельгия), Джеймс Лоример (Великобритания), П. С. Манчини (Италия), Гюстав Муанье(Швейцария) и Аугусто Пирантони (Италия). Решение об учреждении Института было принято на конференции 11 сентября 1873 года, свою первую сессию он провёл в Женеве в 1874 году.
Учредительная конференция приняла Устав Института и «Объяснительную записку», в которой закреплялись цели и задачи Института и провозглашались принципы его деятельности. По поводу главной задачи института в документе говорилось:

Посредством свободной деятельности небольшого круга замечательнейших публицистов установить, возможно более точным образом, юридическое мнение просвещённого мира по вопросам международного права и дать этому мнению выражение достаточно ясное, чтобы оно могло быть принято различными государствами в руководство по их внешним отношениям.

Для обеспечения независимости института было решено, что он будет существовать исключительно на взносы своих членов и пожертвования частных лиц.
Первым Президентом института был избран Паскуале Манчини, вице-президентами И. К. Блюнчли и Ф. Э. де Парье. Главным секретарём стал Г. Ролен-Жакмэн. Место жительства главного секретаря одновременно считалось официальным местом пребывания Института.
Сессии Института в первые годы его существования обычно проводились один раз в год или раз в два года. Согласно Уставу на каждой сессии избирался новый президент.
Институт международного права является неофициальным научным частным объединением, цель которого заключается в поощрении прогрессивного развития международного права: развитие общих принципов, сотрудничество в кодификации, содействие в поддержании мира и соблюдение законов и обычаев ведения войны; предоставление судебных советов в спорных или сомнительных случаях, а также внесение вклада посредством публикаций, просвещения населения и любых других средств для успеха принципов справедливости и гуманности, которые должны регулировать международные отношения.

## Участники
Институт объединяет достаточно сбалансированное количество представителей стран мира. Вступить в институт может лицо, продемонстрировавшее научные достижения, которое, вероятно, будет свободным от политического давления. Уставы и положения института устанавливают три категории участников: члены, партнёры и почётные члены.
Партнёры — (максимальное количество 72) — взяты из кандидатов «предоставляющих услуги международного права в области теории и практики» и которые были представлены Институтом.
Члены — (максимальное количество 60) — избираются из числа сотрудников.
Почётные члены — не ограничены уставом, но строго отбираются — их отбирают из числа членов, партнёров или любых других лиц, которые проявили себя в области международного права.
Все участники имеют долю в научной и проблемно-ориентированной деятельности Института. Только члены решают административные вопросы, такие как финансы, решения, касающиеся законов и правил, избрание членов и почётных членов или выборы членов в Бюро и Вспомогательные Советы Фонда.

## Организация
Законодательным органом института является собрание членов и почётных членов на каждой сессии. Исполнительная власть: бюро института, служба в составе президента Института, 3-х вице-президентов, генерального секретаря и казначея.
- Президент, как правило, избирается из числа членов, представляющих страны или организации, и начинает свою деятельность на следующей сессии Института.
- Первый вице-президент избирается в конце этой сессии и остаётся на этой должности до конца следующей сессии.
- Второй и третий вице-президенты избираются в начале каждой сессии, оставаясь в этой должности до начала следующей сессии.
- Генерального секретаря и казначея выбирают в течение трёх сессий. Как главный исполнительный орган института, генеральный секретарь руководит повседневной работой Института, берёт на себя опеку над его архивами и следит за публикацией их ежегодников.

## Финансы
На протяжении многих лет Институт финансируется за счёт взносов его участников. С начала нового века он постепенно создал фонд от подарков, наград и завещанного имущества, в первую очередь Нобелевской премии мира 1904 года, средств и дотаций из Фонда Карнеги за международный мир.
Чтобы управлять благотворительным фондом, был создан в 1947 году, согласно швейцарскому законодательству, вспомогательный фонд со штаб-квартирой в Лозанне. Средства, полученные от Фонда, находящиеся в ведении казначея, использовались для возмещения расходов членов и ассоциированных членов, для покрытия дорожных расходов, понесённых в работе сессий, для покрытия организационных затрат на сессиях и платились за издание Ежегодника.

## Деятельность
Внимание в деятельности Институт уделяет объективному изучению существующих норм международного права, а также развития международного права таким образом, чтобы оно соответствовало принципам справедливости и человечности. Поскольку институт является частным объединением, у него нет мандата на прямое вмешательство в актуальные международные споры. Институт не может, таким образом, участвовать в урегулировании международных споров и не может осуждать правительства по поводу решений, которые они принимают в конкретных случаях. Единственным исключением из этого правила стало принятие резолюции в 1877 году, касающееся применения норм международного права во время войны между Россией и Турцией.
Институт разработал и одобрил конкретные предложения по постепенному созданию такого международного сообщества, которое уважает права и справедливости. Среди резолюций, принятых с 1873 по 1969 годы, был договор об арбитраже с правилами поведения в согласительной процедуре, о создании, составе и процедуре Международного Суда. По вопросу прав человека Институт принял 11 резолюций. В области международного частного права, с 1873 по 1969 годы, Институт принял 64 резолюции, касающиеся гражданских, уголовных и коммерческих вопросов.
Хотя резолюции Института не имеют официальной власти, они, тем не менее, оказывают влияние на их действия, а также на международные конференции и на общественное мнение в целом. Например, в некоторых международных договорах 1880-х годов воплощены рекомендации Института, по вопросу Суэцкого канала с подводным тоннелем международный арбитражный процесс рассматривал некоторые из его предложений, на Гаагских мирных конференциях 1899 и 1907 годов использовали его исследования в области законов и обычаев войны, особенно по кодификации сухопутной войны, подготовленных на сессии 1880 года в Оксфорде. Также к Институту прислушивались Лига Наций и Организация Объединённых Наций.